# 2-(2-(4-Methyl-3-cyclohexen-1-yl)propyl)cyclopentanon
2-[2-(4-Methyl-3-cyclohexen-1-yl)propyl]cyclopentanon (Handelsname von Givaudan: Nectaryl) ist eine organische Verbindung aus der Gruppe der Ketone und Cycloalkene. Die Verbindung wird als Geruchsstoff verwendet.

## Darstellung
Die Darstellung der Verbindung erfolgt durch radikalische Addition von Cyclopentanon an (+)-Limonen unter Sauerstoffatmosphäre in Essigsäure. Als Katalysatoren werden Mangan(II)-acetat und Cobalt(II)-acetat eingesetzt.

## Eigenschaften
Der Flammpunkt der Verbindung liegt bei 162,5 °C, die Zündtemperatur bei 294 °C. Der spezifische Drehwinkel wird mit [α]D20 = +228–235° (1 M; Chloroform) angegeben.
Die Verbindung weist allgemein einen fruchtigen aprikosenartigen Geruch auf. Von den vier Stereoisomeren tragen insbesondere (2R,2′S,1′′R)-Nectaryl und (2R,2′R,1′′R)-Nectaryl zu dem Geruch der Verbindung bei, die Geruchsschwelle liegt bei 0,094 ng·l−1 beziehungsweise 0,112 ng·l−1. Im Gegensatz hierzu weisen die anderen Stereoisomere einen unspezifischen, fruchtigen Geruch auf, die Geruchsschwellen liegen mit 11,2 ng·l−1 und 14,9 ng·l−1 wesentlich höher.
Die Tenacity on blotter (auf Deutsch etwa: Verweildauer auf Löschpapier; diejenige Zeit, während der die Substanz in unveränderter Charakteristik riechbar ist) wird mit drei Wochen angegeben.

## Verwendung
Die Substanz wird als Geruchsstoff beispielsweise in Luftpflegeprodukten, Parfüms und Polituren verwendet.